# Laurent Manivel
Laurent Manivel (né le 17 octobre 1965 à Lyon) est un mathématicien français, spécialiste de géométrie algébrique complexe, des espaces homogènes et de théorie des représentations.
Manivel étudie à l'École normale supérieure à partir de 1984 ; il est major de l'agrégation en 1987. Il devient chargé de recherche au CNRS à l'Institut Joseph Fourier de l'université Joseph-Fourier (Grenoble I) à partir de 1989. Il soutient son doctorat en 1992 sous la direction de Jean-Pierre Demailly avec une thèse de 3e cycle intitulée Théorèmes d'annulation pour la cohomologie des fibrés vectoriels amples, puis son habilitation à diriger des recherches en 1995. Il devient directeur de recherche au CNRS en 2001. En 2014, il part pour un an au Centre de recherches mathématiques de l'Université de Montréal. En 2015, il revient en France à l'Institut de mathématiques de Marseille, à Aix-Marseille Université ; en 2017, il s'installe à l'Institut de mathématiques de Toulouse.
En 1999, il reçoit le grand prix Jacques-Herbrand de l'Académie des sciences pour ses travaux sur la cohomologie des espaces fibrés et la géométrie des espaces projectifs.
Il fait partie du comité éditorial des Annales de l'Institut Fourier ; en 2023, il est rédacteur du  Journal de mathématiques pures et appliquées.

## Publications choisies
- Fonctions symétriques, polynômes de Schubert et lieux de dégénérescence, Société mathématique de France, coll. « Cours spécialisés » (no 3), 1998, 185 p. (ISBN 2-85629-066-3, présentation en ligne)
- Symmetric Functions, Schubert Polynomials, and Degeneracy Loci  (trad. J. Swallow), Providence, R.I., American Mathematical Society, coll. « SMF/AMS Texts and Monographs » (no 6), 2001 (ISBN 978-0-8218-2154-1, MR 1852463) : traduction en anglais du livre précédent
- « Vanishing theorems for ample vector bundles », Inventiones Mathematicae, vol. 127,‎ janvier 1997, p. 401-416 (DOI 10.1007/s002220050126)